# Rudolf Günther (Architekt, 1880)

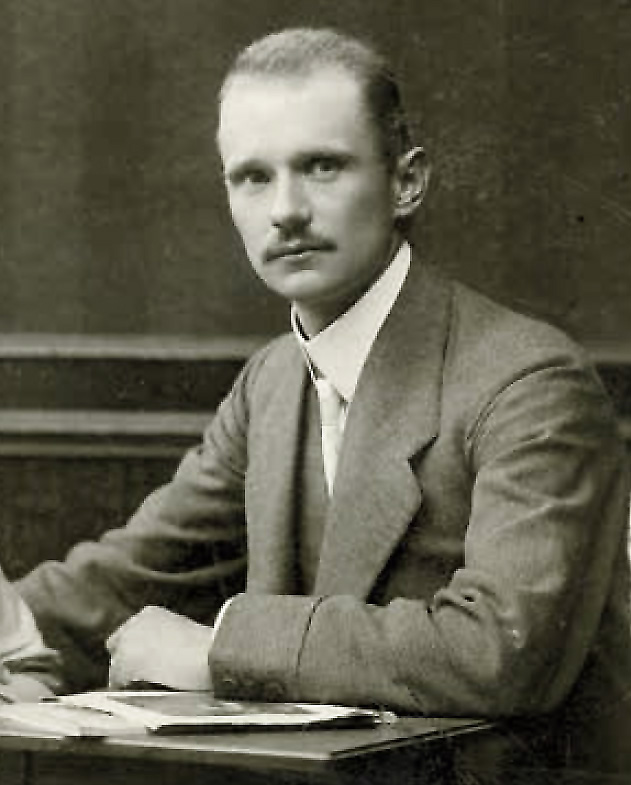
Rudolf Günther, Porträt um 1911

Rudolf Günther (* 8. Januar 1880 in Schötmar, heute Bad Salzuflen; † 7. Dezember 1941 in Gadderbaum, Ortsteil Bethel, heute Bielefeld) war ein deutscher Architekt. Zu Lebzeiten war er einer der meist gefragten Architekten seiner Heimatstadt Bad Salzuflen und prägte das Stadtbild entscheidend, zahlreiche der von ihm geplanten Gebäude stehen heute unter Denkmalschutz.

## Leben
Rudolf Günther war ein Sohn von Johann Heinrich Günther (1844–1914), dem Erbauer des Bahnhofs in Schötmar, und dessen Frau Dorothea Friederike Mathilde Günther geb. Hackemack (1851–1897). Sein Onkel war der Zimmermeister Friedrich Günther.
Nach dem Besuch von Volksschule und privater höherer Knabenschule absolvierte er eine Ausbildung als Zimmermann in der Fabrik seines Vaters. Um die Jahrhundertwende besuchte er die Baugewerkschule Höxter, verließ diese aber ohne Abschluss. Von 1905 bis 1907 arbeitete er beim Bielefelder Architekten Bernhard Kramer, anschließend besuchte er als Gasthörer Vorlesungen an der Technischen Hochschule Karlsruhe. Günther kehrte 1909 nach Salzuflen zurück und eröffnete ein Architekturbüro. 1913 heiratete er Gertrud Denecke (1884–1959) aus Burgdorf, aus der Ehe gingen zwei Kinder hervor. Günther betätigte sich auch kommunalpolitisch. Während des Zweiten Weltkriegs liefen seine Geschäfte schlecht, dazu kamen gesundheitliche Probleme. Er erlag am 7. Dezember 1941 im Krankenhaus zu Bethel einem Krebsleiden. Sein Grab befindet sich auf dem Friedhof an der Herforder Straße in Salzuflen.

## Werk
Während seiner Schaffensperiode zwischen 1909 und 1941 schuf Günther über 60 Gebäude, von denen viele noch stehen und über ein Dutzend heute als Baudenkmale unter Denkmalschutz gestellt wurden. Bei der Mehrzahl der Gebäude handelt es sich um Wohn- und Pensionshäuser, die für Günther typisch oft als Doppelhäuser gestaltet waren. Die von ihm vertretenen Baustile reichten dabei vom Jugendstil über die Bäderarchitektur bis zum Neuen Bauen. In den 1910er- und 1930er-Jahren war Rudolf Günther ein renommierter Architekt in Bad Salzuflen und nahm erfolgreich an verschiedenen Architekturwettbewerben teil. Sein 1912 erbautes Haus Bender zählt heute zu den bedeutendsten Bauwerken der Bäderarchitektur des frühen 20. Jahrhunderts in Westfalen.
Auswahl
- Wohnhaus

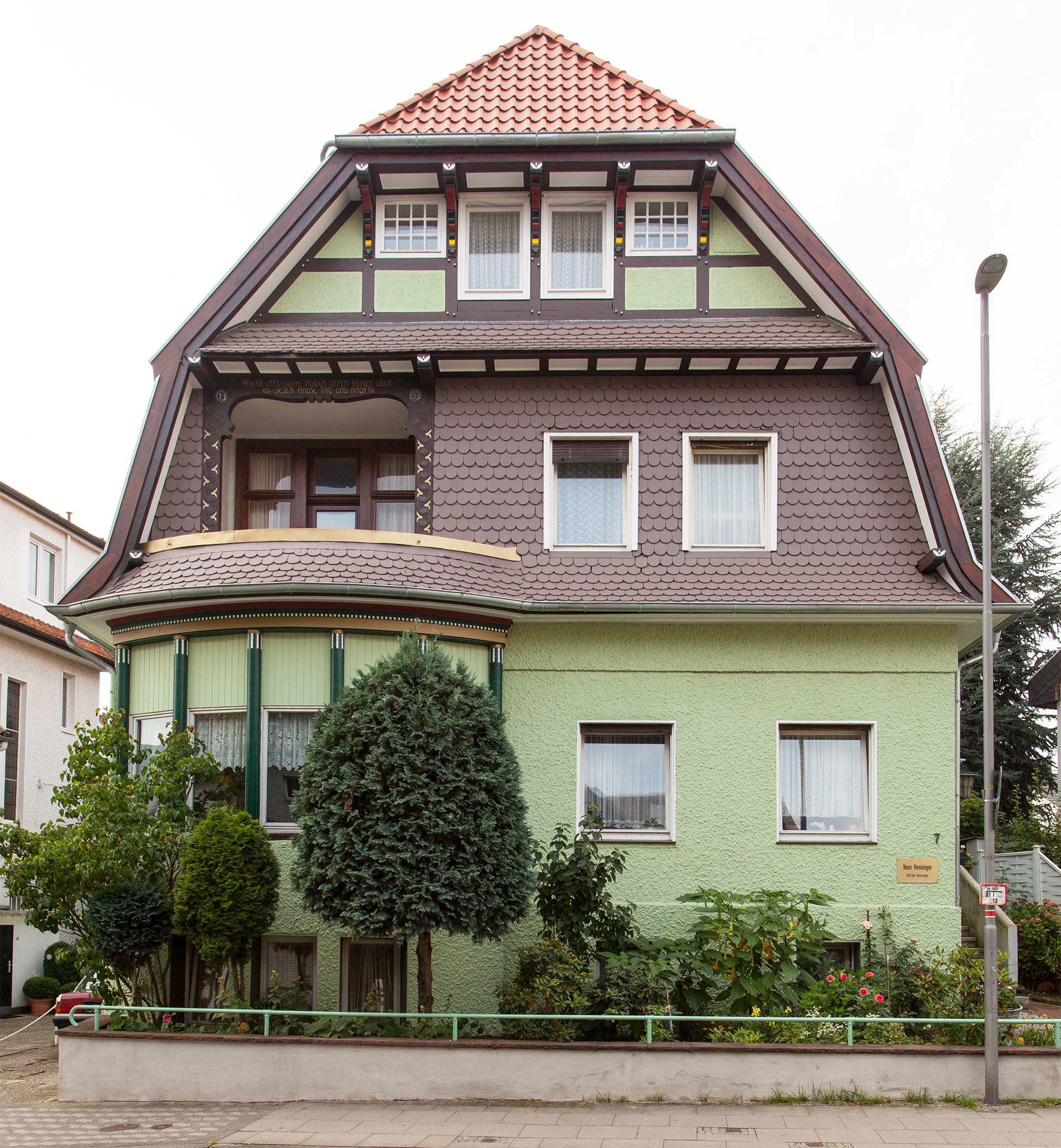
1909 - Gröchteweg 7
- Pensionshaus
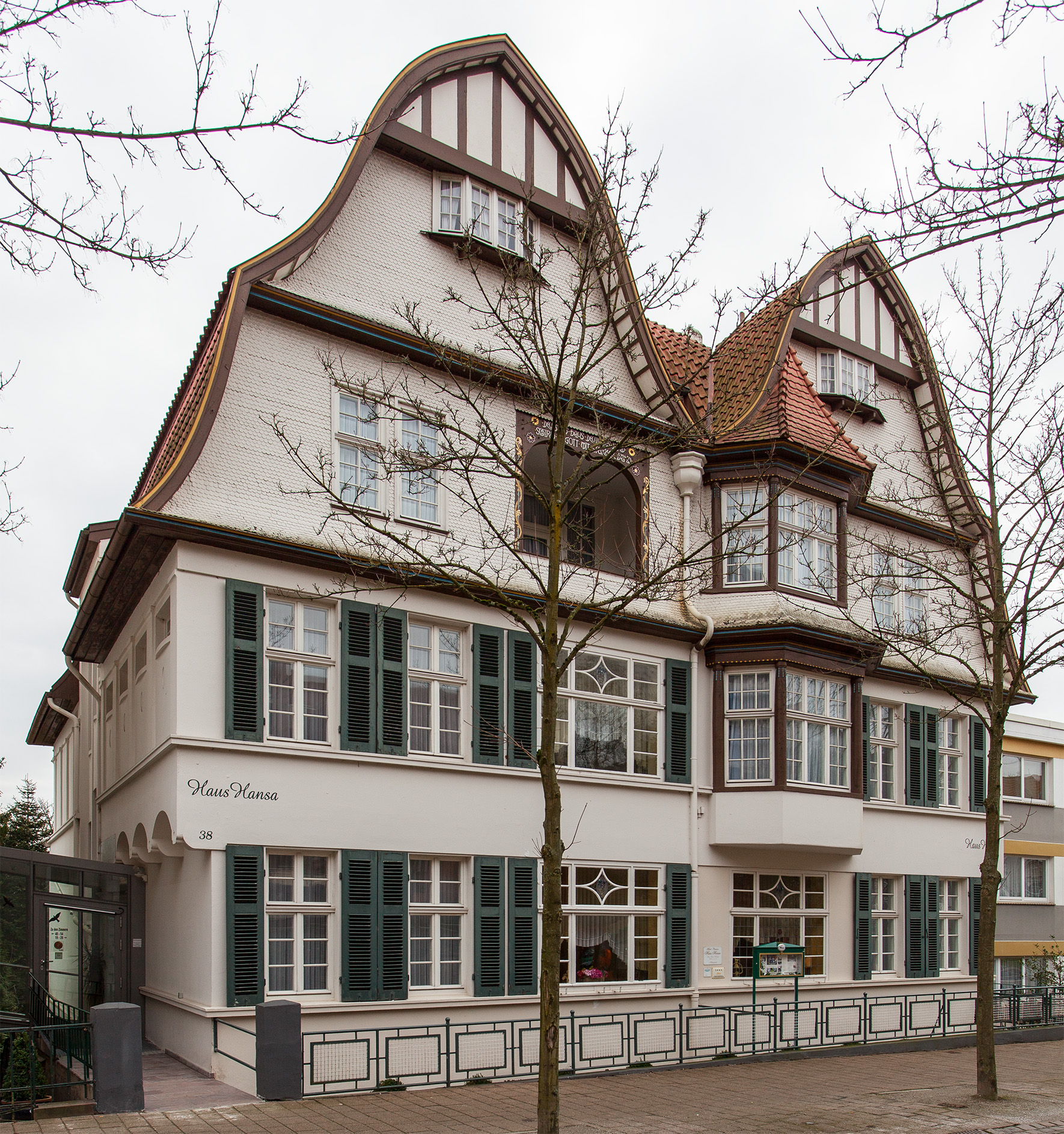
1911 - Parkstraße 36/38
- Wohn- und Geschäftshaus
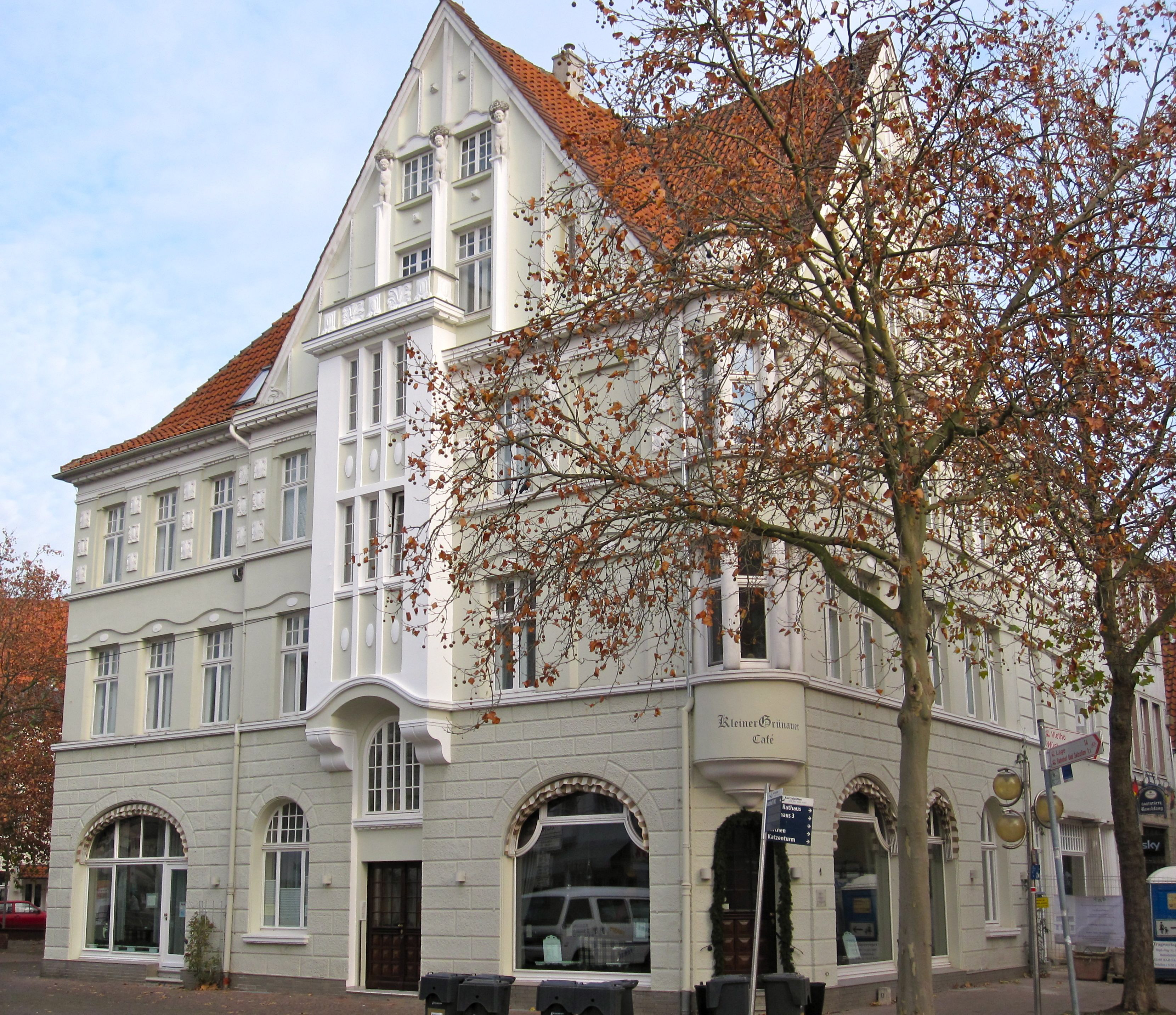
1911 - Wenkenstraße 1+5
- Doppelwohnhaus
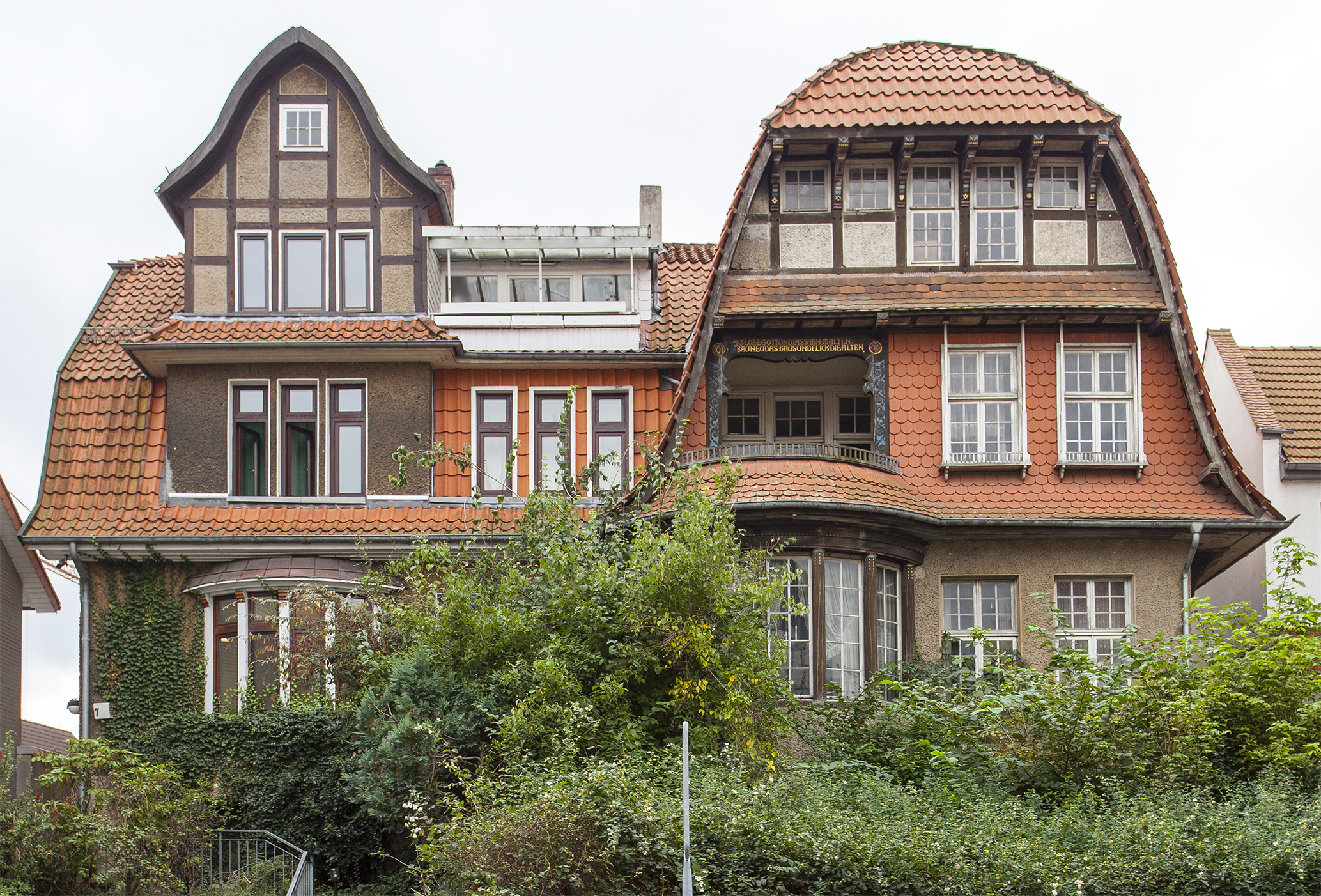
1912 - Am Herforder Tor 7/9
- Haus Bender
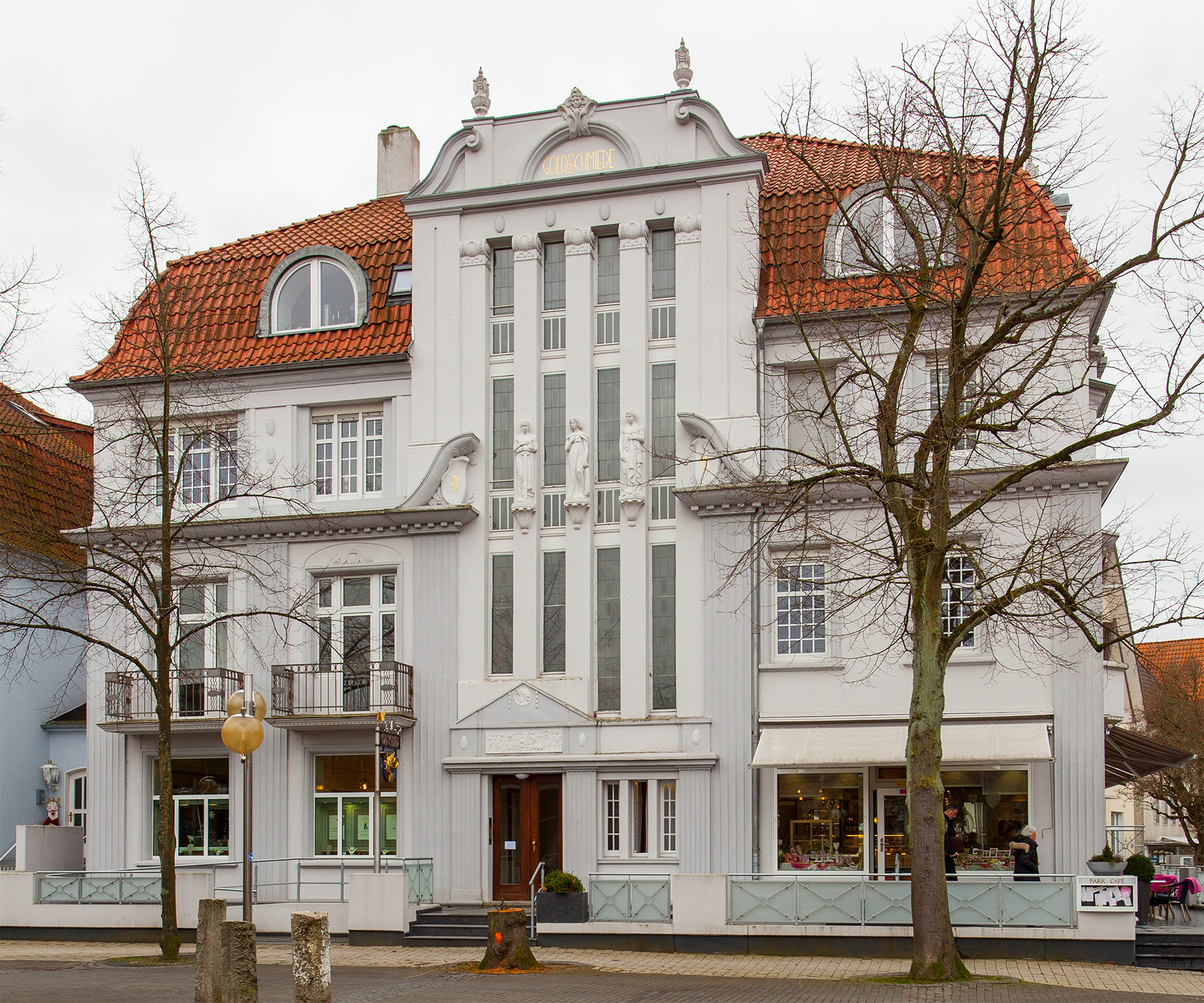
1912 - Parkstraße 16
- Druckereigebäude
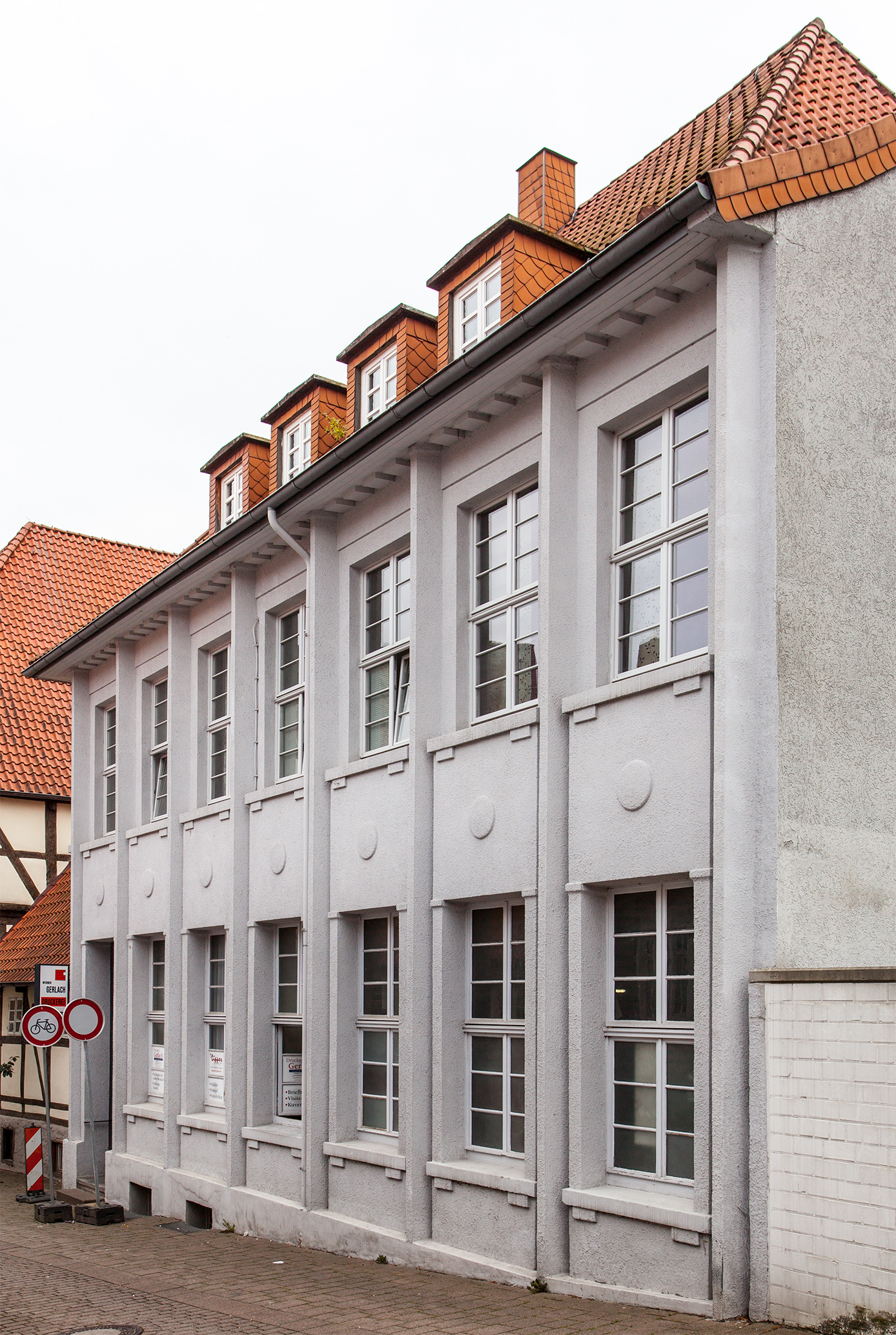
1926 - Salzsiederstraße 1
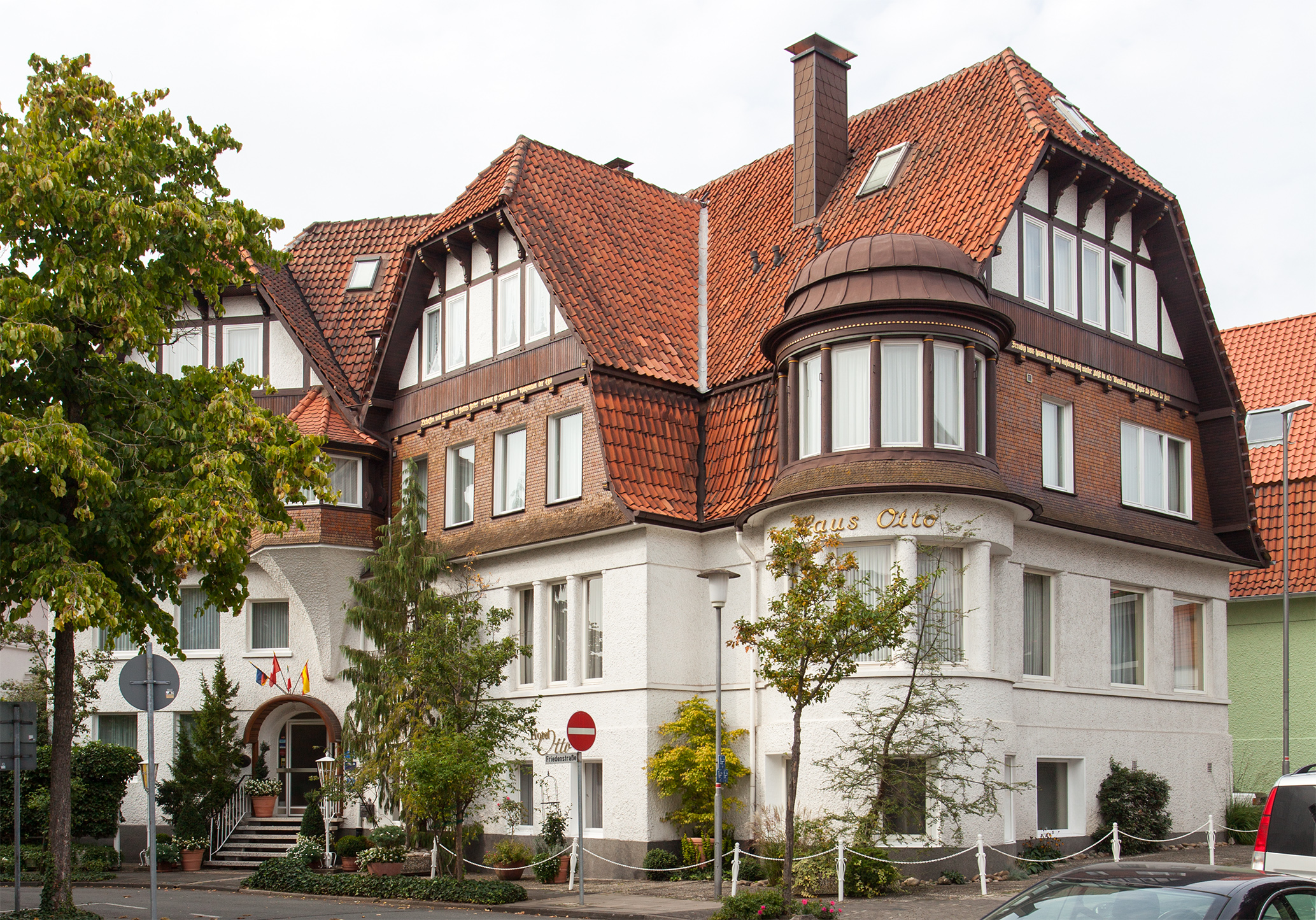
Anbau an ein Pensionshaus
- 1926 -
Friedenstraße 2
- Gemeindehaus
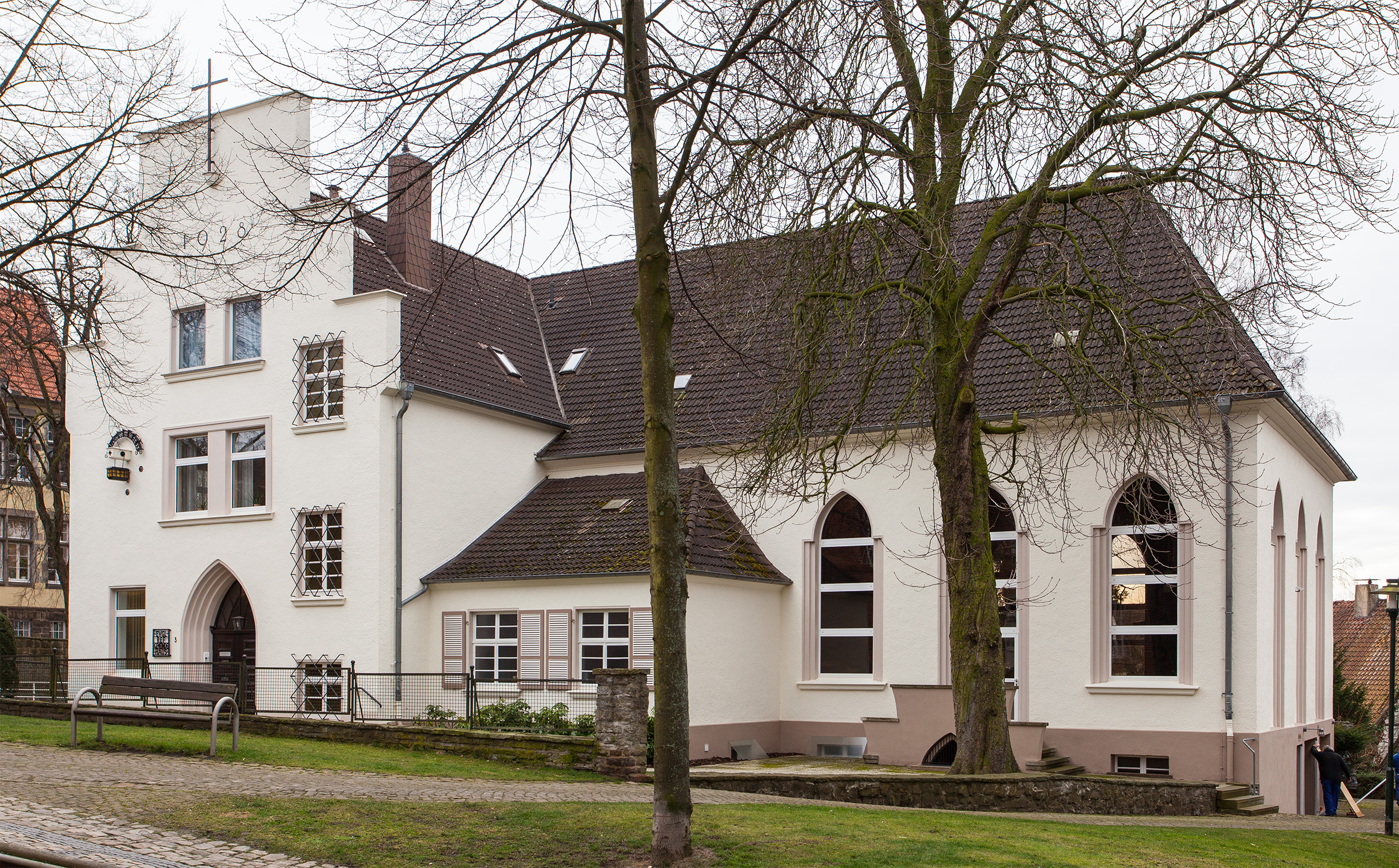
1928 - Von-Stauffenberg-Straße 3
- Wohn- und Werkstattgebäude
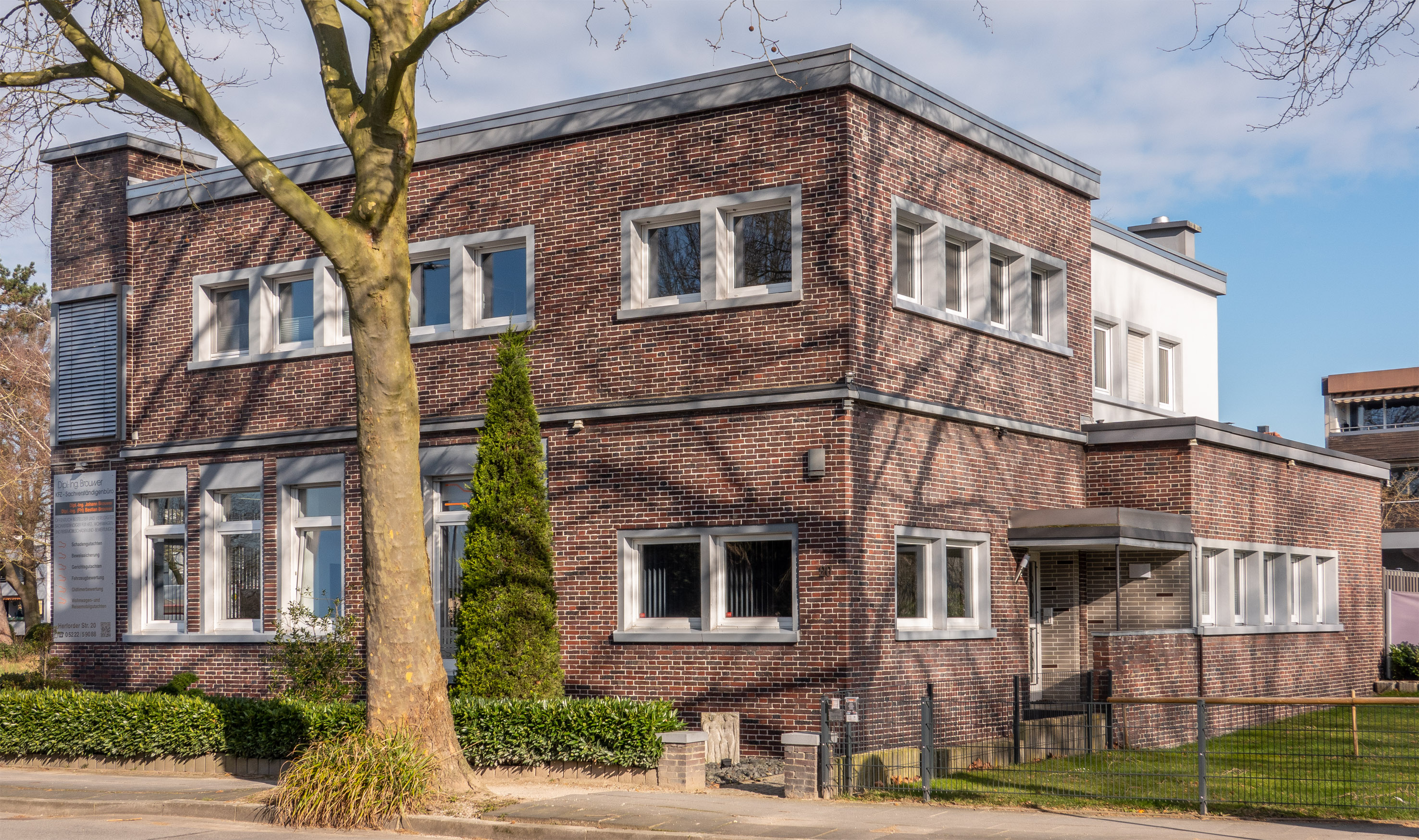
1929/30 - Herforder Straße 20
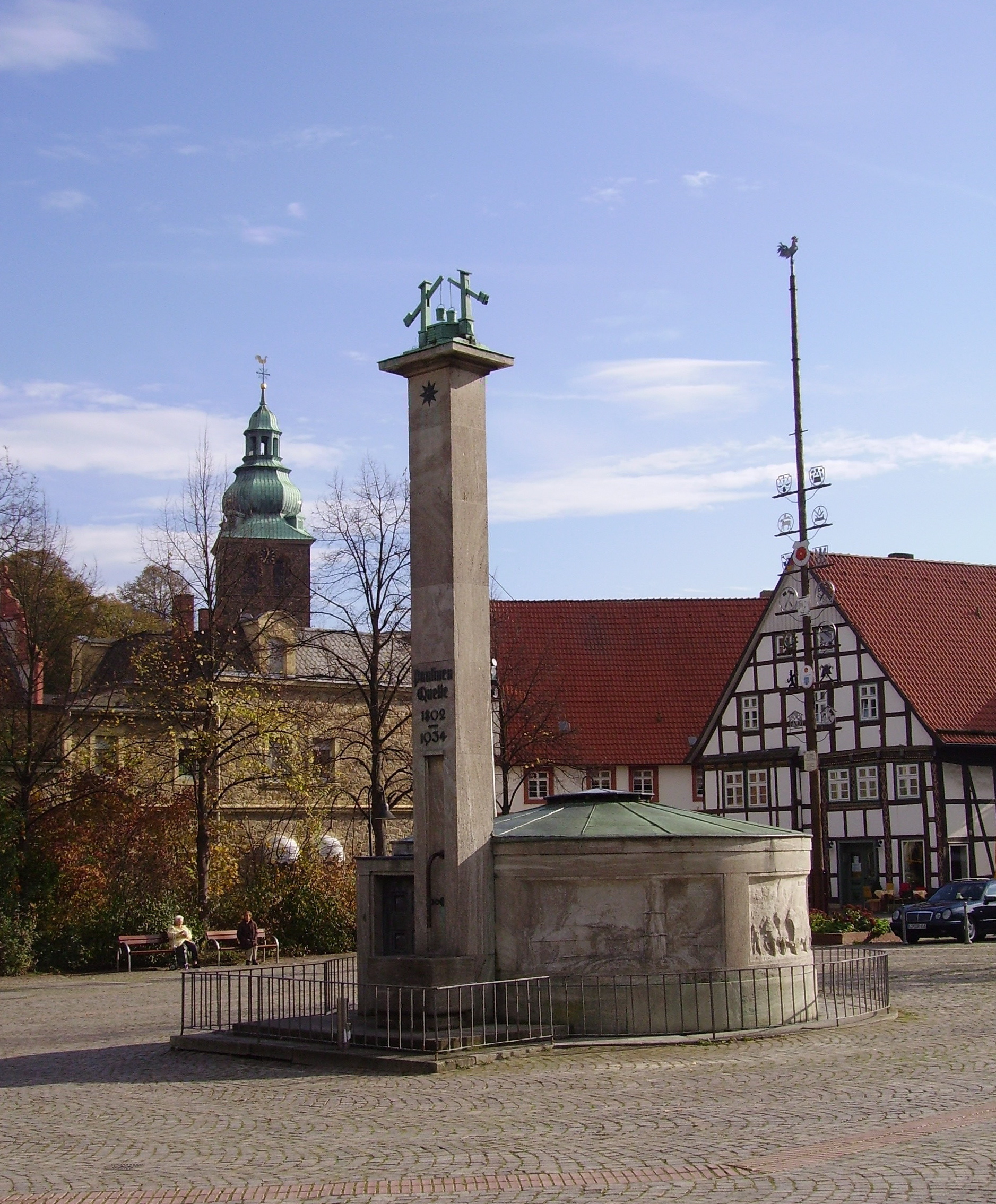
Aufbau für die Paulinenquelle
- 1933/34 -
Salzhof

## Rudolf-Günther-Medaille
Seit 2014 wird vom Heimat- und Verschönerungsverein Bad Salzuflen e. V. die Rudolf-Günther-Medaille für Verdienste im Bereich der Denkmalpflege und des Denkmalschutzes verliehen. Ausgezeichnet werden sollen damit Personen oder Unternehmen, die sich um die vorbildliche Restaurierung eines Denkmals oder erhaltenswerten Gebäudes im Stadtgebiet von Bad Salzuflen, den Einsatz für den Denkmalschutz allgemein oder aber auch durch eine überragende Veröffentlichung zu einem denkmalpflegerischen Thema verdient gemacht haben. Entworfen wurde die Medaille von Peter Götz Güttler.

### Preisträger
- 2024: Haus Am Herforder Tor 9
- 2023: Haus Schennershagen 11
- 2022: Haus Bismarck, Roonstraße 3
- 2021: evangelische Kirche in Wüsten
- 2019: Häuser Roonstraße 33 und Turmstraße 5
- 2018: Villa Dürkopp und Haus Parkstraße 45
- 2017: Haus Wenkenstraße 12
- 2016: Haus Am Markt 30
- 2015: Häuser Brunnengasse 2, Roonstraße 21 und Turmstraße 23
- 2014: Häuser Stauteichstraße 30 und Wenkenstraße 1-5[4]